# Sociedad de Foot-ball de Barcelona
La Sociedad de Foot-ball de Barcelona fue un equipo de fútbol que existió entre 1892 y 1896, formado principalmente por jugadores de la colonia británica de Barcelona, aunque también con catalanes e incluso franceses. Esta entidad fue inicialmente conocida como Barcelona Football Club (1892-94), antes de ser renombrada como Sociedad de Foot-ball de Barcelona tras una reestructuración en 1894. Fue uno de los primeros clubes de fútbol catalanes y se considera un predecesor del FC Barcelona fundado en 1899. Algunos historiadores atribuyen a esta entidad como «un grupo de treinta amigos, trabajadores ingleses, que jugaban alternativamente y sin plantilla regular».
Esta entidad es mejor recordada por su papel pionero en los inicios del fútbol en Cataluña, organizando el primer partido de fútbol conocido en Cataluña en 1892 y siendo el catalizador de muchos otros hitos históricos como la fotografía más antigua de un equipo de fútbol en España y la primera crónica propiamente dicha de un partido de fútbol en España, ambas relacionadas con un partido entre los miembros del club celebrado el 12 de marzo de 1893. Además, formaron parte de la primera rivalidad conocida en el fútbol español, cuando se enfrentaron a la colonia escocesa de Sant Martí varias veces durante el invierno de 1893-94. Su partido contra un equipo de Torelló en 1895 marcó la primera vez que equipos de dos ciudades diferentes se enfrentaron en Cataluña.
En 1895, la presidencia de este club fue entregada al cónsul británico William Wyndham. Aparte de Wyndham como presidente, poco se sabe de su junta directiva, sólo que James Reeves, inglés, y George Cochran, escocés, fueron su capitán y vicecapitán respectivamente entre 1892 y 1894, actuando siempre como capitanes de los dos bandos en que se dividían los miembros del club cada domingo. Reeves fue el líder indiscutible y cabeza fundamental detrás de la fundación y gestión del club, y asimismo, tras su marcha en otoño de 1895, esta sociedad, que nunca llegó a constituirse oficialmente, pronto decayó y parece desaparecer alrededor de 1896.
Entre 1892 y 1895, este grupo se reunía en un campo cercano al Hipódromo de Can Tunis en el municipio de Sants, y a partir de 1895, las reuniones del club se celebraron en el Velódromo de la Bonanova de Barcelona, por estar más cerca del centro de la ciudad, practicándose así el deporte ante la mirada atenta y curiosa de la población local.

## Historia

### Orígenes
A finales del siglo XIX, Cataluña disfrutaba de la industria más desarrollada de España, especialmente gracias a su industria algodonera, y por ello Barcelona se convirtió en el hogar de una vasta colonia británica. El fútbol entró en Cataluña gracias a la colonia británica que trabajaba y vivía allí (y posteriormente a través de los catalanes que volvían de estudiar en el extranjero), entre los que destacan las figuras de Samuel James Morris y James Reeves. El primero era un empresario e ingeniero inglés que se trasladó a Barcelona entre 1889 y 1890 para dirigir dos compañías de tranvías. Traía consigo un balón de fútbol desde Londres, y los domingos por la mañana enseñaba a sus tres hijos, Samuel, Enrique (Henry) y Miguel (Júnior), la práctica del fútbol, deporte prácticamente desconocido en la ciudad por aquel entonces, llevándolos así a las afueras de la ciudad, preferentemente en Can Tunis (Casa Antúnez), en unos campos adyacentes al Hipódromo de Can Tunis (entonces conocido como hipódromo de Marina de Sants), por ser un lugar solitario y libre de curiosos y alborotadores.
Conocido en Cataluña como Jaime Morris, él y su hijo mayor Samuel fueron miembros del British Club de Barcelona, situado en La Rambla, n.º 26, y en 1891, los Morris, junto con Henry Wood y William MacAndrews, entre otros británicos, fundaron el Barcelona Cricket Club, con domicilio en Ronda de San Pedro, que fue el primer club en jugar al fútbol en Cataluña, ya que jugaban al críquet en primavera-verano y luego al fútbol en otoño-invierno (lo que era habitual en la época). Bajo el paraguas del Club Británico de La Rambla, los jugadores de críquet comenzaron a reunirse en Can Tunis en un campo situado entre el hipódromo y el Arsenal Civil, no muy lejos de donde los hermanos Morris habían aprendido a jugar con su padre.
| «El primer "match" del que tengo noticias se verificó en el Hipódromo de Barcelona, en 1892, entre jóvenes de la colonia inglesa, que pertenecían a una Sociedad, domiciliada en la ronda de San Pedro, denominada "Cricket Club Barcelona", y entre ellos algunos nacionales». —Agustín Peris de Vargas de El Fígaro el 18 de noviembre de 1919. |

Reeves, por su parte, llegó a Barcelona a principios de 1892 por motivos de trabajo. Era un entusiasta y apasionado amante del juego, pero en lugar de unirse al equipo de cricket del Club Británico de La Rambla, que era una entidad estrictamente británica, Reeves decidió crear una organización dedicada exclusivamente a la práctica del fútbol y que incluyera a británicos y catalanes por igual. Reeves era miembro del Club Regatas de Barcelona (un club de remo y vela fundado en 1881), y portavoz de los socios británicos del club (o British Club Regatas), por lo que utilizó este cargo para reunirse y convencer a algunos de ellos de jugar al fútbol, pero también a algunos socios franceses y, sobre todo, a tres catalanes, Figueras, Tuñí y Alberto Serra, que se convirtieron así en los primeros catalanes documentados en practicar el fútbol en Cataluña. Comenzaron a jugar al fútbol alrededor del otoño de 1892, el inicio natural de la temporada de fútbol, en el mismo campo que el Cricket Club usaba para jugar al fútbol, y así, comenzaron a enfrentarse entre sí, preferiblemente en días festivos, ya que los domingos no fueron un día no laborable hasta 1905. Su primer partido probablemente tuvo lugar el día de Todos los Santos, el 1 de noviembre. Los jugadores, sin importar el número (raramente llegaban a 22), se dividían en dos equipos, uno vestido de azul y sus oponentes de rojo (llamados en la crónica Azul y Encarnado respectivamente).
Durante sus partidos en los días festivos españoles del 6 y 8 de diciembre, Reeves propuso a los jugadores de críquet la idea de crear un club de fútbol bien organizado, y después de haber impresionado a algunos de sus compatriotas con su espíritu apasionado y emprendedor, convenció a algunos de los miembros del Cricket Club para que se unieran a él, incluidos algunos de sus fundadores, como Wood, MacAndrews y Morris, logrando así un número respetable de socios en un corto período de tiempo, y juntos, junto con los demás que reclutó, fundaron un nuevo club no afiliado al Club Británico de La Rambla. Al parecer, este grupo liderado por Reeves se constituyó como Barcelona Football Club, siguiendo así la misma estructura de nombres de clubes ingleses, donde el nombre de la localidad donde pertenece, «Barcelona», precede al fin de la asociación, «Football Club», al contrario de las asociaciones formadas por catalanes, españoles o imitadores de estos donde el fin siempre precede a la localidad, como en la asociación creada en 1899 por el suizo Joan Gamper junto con unos pocos catalanes: Fútbol Club Barcelona.

### Barcelona Football Club (1892-94)
| «Todo un equipo del Club de Regatas –entonces la más importante sociedad atlética entre nosotros– llegaba por mar, en una canoa, para atender con los ingleses, con lo que jugó durante tres meses». —Josep Elías |

Aunque la colonia británica de Barcelona tenía una gran presencia en la ciudad, encontrar a 22 individuos (más el árbitro) no fue una tarea fácil, dado que los expatriados venían a trabajar y muchos de ellos tenían puestos de responsabilidad. No fue hasta finales de 1892 (el invierno), después de meses de duro trabajo, que Reeves logró reunir suficientes individuos para armar dos equipos, aunque en la gran mayoría de los partidos, no completaron los 11 por lado. Este grupo de pioneros del fútbol estaba formado por los jugadores de críquet británicos del Barcelona Cricket Club, como Morris, Wood, Dumsday, Richardson, Beaty-Pownall y MacAndrews; los miembros británicos, catalanes y franceses del Club Regatas de Barcelona, como Ubaldo Noble y Lockie; Figueras, Tuñi y Serra; Chofre, Daunt y Georges Dagnière; y algunas otras figuras de paradero desconocido como Park, Jorge Barrié, Henry W. Brown y George Cochran. Finalmente, el 25 de diciembre de 1892 se pudo disputar el primer partido de fútbol conocido en la ciudad (en realidad en el vecino municipio de Sants, en la antigua La Marina de Sants ), que se celebró en un campo entre el hipódromo y el arsenal civil. Este fue su primer encuentro documentado en la prensa, ya que el periódico local La Dinastía informó en Nochebuena que «los socios del Real Club de Regatas han organizado un partido de fútbol, que jugarán a las ocho de la mañana del domingo (25)». Josep Elías i Juncosa, que jugó en el FC Barcelona entre 1900 y 1903, recordaba haber presenciado durante tres meses partidos en el Hipódromo de Can Tunis entre los ingleses y los socios del Club de Regatas.

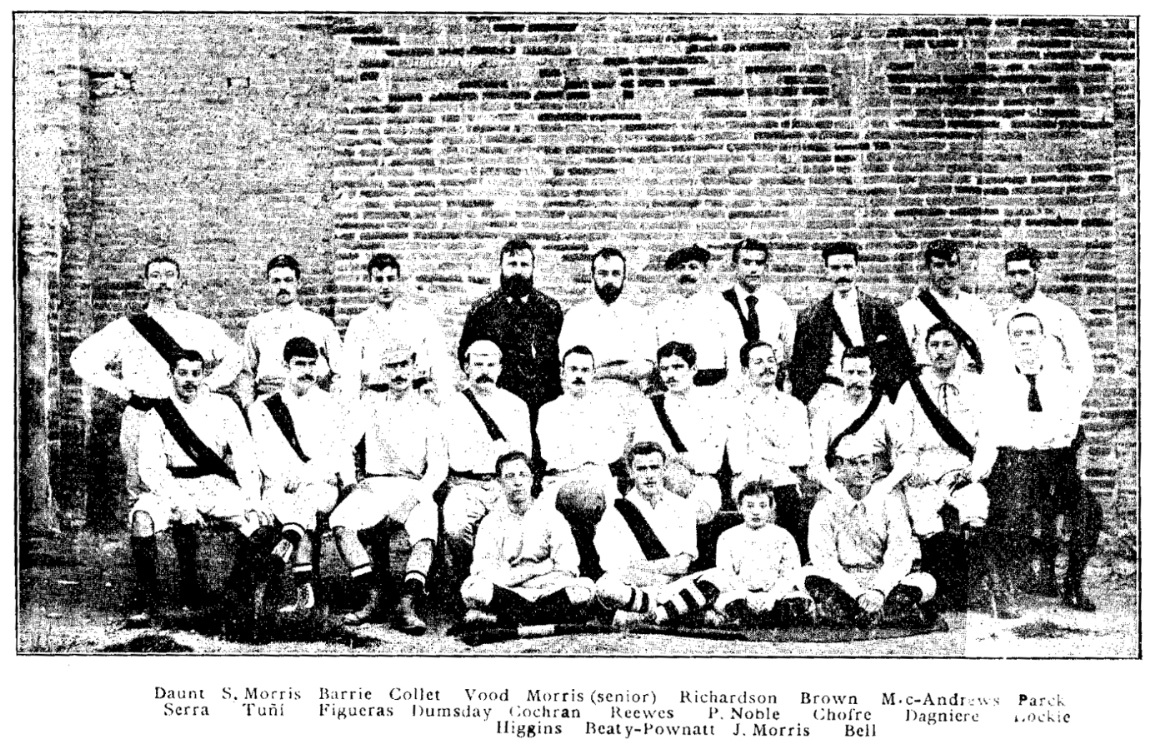
Las dos caras del Barcelona Foot-ball Club. Tomada el 12 de marzo de 1893, está considerada como la imagen documentada más antigua de un equipo de fútbol en España.

Reeves siguió organizando partidos de fútbol y sesiones de entrenamiento entre los miembros de su club, siendo el último partido de la temporada, que tuvo lugar a finales del invierno el 12 de marzo de 1893, un partido histórico en muchos sentidos. Además de ser el último partido de la temporada, este encuentro fue objeto de la primera crónica periodística detallada contemporánea propiamente dicha de la disputa de un partido de fútbol, aparecida en La Dinastía el 16 de marzo, escrita por Enrique Font Valencia, quien detalló los aspectos del juego, incluyendo alineaciones, el color de la indumentaria, el nombre del árbitro, el resultado y los goleadores. Según la crónica, el partido se disputó a las cuatro de la tarde, en la cancha cercana al hipódromo, y fue arbitrado por Alfredo Collett, gerente de la empresa británica de aguas. El equipo azul ganó 2-1 con goles de los locales Figueras y Barrié, mientras que el de los encarnados lo marcó el propio señor Reeves. Jaime Morris (padre), que jugaba para los Encarnados como portero, tenía 51 años en ese momento, pero a pesar de su avanzada edad, logró mantener a raya a su hijo mayor, que jugaba para los Blues como mediocampista, mientras su hijo menor, Miguel, de tan solo 13 años, observaba desde las gradas. Años después, en 1906, Joaquim Escardó de Los Deportes publicó un fotograbado de los 22 futbolistas que disputaron aquel partido, más el árbitro y Miguel Morris. Por ello, se cree ampliamente que la fotografía es la imagen documentada más antigua de un equipo de fútbol en España. El artículo de 1906 también afirmaba que «El individuo de la colonia inglesa Reewes [sic] era el alma de ese Club».
A principios de 1893, la frecuencia de los partidos aumentó notablemente, volviéndose habituales los enfrentamientos entre equipos azules y encarnados, y empezaron a tomarse el fútbol mucho más en serio. A raíz de esto, decidieron fundar formalmente un club de fútbol en Barcelona en el otoño del año siguiente.
Después del verano de 1893, el fútbol volvió a la capital catalana, y el club barcelonés disputó sus primeros partidos contra poblaciones vecinas ya que las noticias en la prensa barcelonesa relataban varios partidos entre la colonia inglesa de Barcelona y la colonia escocesa de San Martín de Provensals (municipio independiente hasta 1897), con la prensa informando de al menos tres partidos entre ellas, jugados el 8 de diciembre de 1893, el 11 de marzo y el 15 de abril de 1894. Los historiadores locales afirman que ésta fue la primera rivalidad «no oficial» del fútbol español. La historia de la colonia escocesa comienza en 1893, cuando John Shields y Edward B. Steegmann alquilaron los almacenes centrales de una fábrica en San Martín, para crear una sucursal de Johnston, Shields & Co en Cataluña, que pasó a conocerse como La Escocesa. Estos trabajadores escoceses crearían más tarde el Escocès FC, y del mismo modo, la Colonia Inglesa creó el Team Anglès, dos equipos que fueron fundamentales en la historia del fútbol catalán.

### Sociedad de Foot-ball de Barcelona (1894-1896)

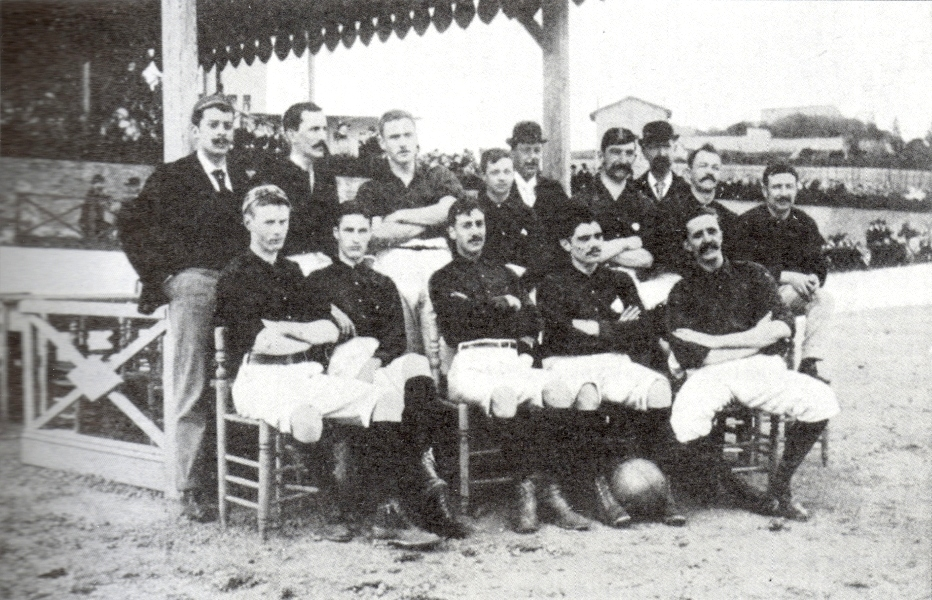
Socios de la Sociedad de Foot-ball de Barcelona el 24 de marzo de 1895. De pie, de izquierda a derecha: Alberto Serra, Henry W. Brown, John Beaty-Pownall, Enrique Morris, Matt Wilson, Samuel Morris y Hallam. Sentados: John y William Parsons, Sloon, James Reeves y Bruger.

Ya sea a finales de 1894 o principios de 1895, según se sugiere en la prensa, se inició formalmente un club de fútbol en Barcelona al fundar la Sociedad de Foot-ball de Barcelona.  Entre 1892 y 1894, Reeves y Cochran siempre actuaron como capitanes de los dos equipos en que se dividían los miembros del club cada domingo, pero el último ejemplo de esto tuvo lugar el 8 de diciembre de 1894. En su siguiente y último partido con el club Barcelona, Cochran apareció con la pérdida de la capitanía, que fue entregada a John Beaty-Pownall, de 20 años. Lo más probable es que esto fuera el resultado de un creciente conflicto entre él y Reeves, probablemente relacionado con el proceso de formalización del club. Su conflicto se extendió al resto de miembros del club, lo que provocó que la entidad se dividiera en dos grupos, uno liderado por Reeves y el otro por Cochran, Wood y MacAndrews. Ambos equipos sufrieron una falta inmediata de jugadores, por lo que Reeves recurrió nuevamente al Club Regatas, reclutando a Tordo, Soñé y Codina, y luego al Barcelona Cricket Club, reclutando nuevos miembros británicos como Quiney, Fallon, Heather y, sobre todo, otra pareja de hermanos, los Parsons, John y William. Los Parsons cofundarían el FC Barcelona en 1899, mientras que Fallon cofundó el Escocès FC en 1900. Por otra parte, el grupo de Cochran decidió trasladarse e instalarse en la vecina población de San Vicente de Torrelló en Osona, donde introdujeron el fútbol en la Colonia Borgonyà de la mano de la empresa escocesa de hilado J&P Coats Ltd, lo que dio lugar a la creación de la Asociación de Foot-ball de Torelló.
Junto con el cambio de nombre, llegó también el cambio de campos, ya que el club Barcelona abandonó el Hipódromo de Can Tunis, donde venía jugando al fútbol, y se trasladó al Velódromo de la Bonanova, ya que buscaba un lugar de más fácil acceso al centro de la ciudad. El primer partido de fútbol disputado en la Bonanova tuvo lugar el 27 de enero de 1895 y lo disputaron 16 jugadores de la Sociedad de Foot-ball de Barcelona (SF de Barcelona) divididos en dos equipos: uno de azul y otro de rojo, ganando los primeros por 4-1 con goles de William Parsons (3) y Enrique Morris, mientras que el gol de consolación de los encarnados lo marcó Samuel Morris. A partir de entonces, los partidos de fútbol del domingo se convirtieron en una cita habitual en el Bonanova, aunque en su gran mayoría eran partidos de entrenamiento (Azules vs. Encarnados), como el celebrado el 2 de febrero de 1895, en el que los Encarnados, capitaneados por el nuevo vicecapitán Beaty-Pownall, derrotaron a los Azules de 10 hombres, capitaneados por Reeves, en un partido en el que ambos capitanes marcaron un gol. También a principios de febrero de 1895, este grupo de pioneros del fútbol ofreció la presidencia honoraria de su sociedad al cónsul británico William Wyndham, lo cual éste aceptó; si bien esto se considera evidencia de que la entidad era, al menos, un grupo serio y muy bien organizado, a pesar de eso, no hay constancia de que llegara a constituirse legalmente. La SF de Barcelona tenía su sede junto al velódromo de la Bonanova, estando uniformada con camisa colorada y pantalón blanco.
La actividad del SF de Barcelona continuó con intensidad y los medios informaron de varios entrenamientos para preparar los futuros partidos contra el equipo de Torelló. El Barcelona sólo disputó dos partidos no formativos en la temporada 1894-95, ambos contra el equipo de Torelló, siendo Reeves y Cochran los capitanes de sus respectivos equipos en ambos partidos. Estos fueron los primeros partidos de fútbol entre equipos de dos ciudades diferentes (dentro de Cataluña). El primer partido se disputó el 24 de marzo de 1895 y finalizó con victoria local por 8-3, y el resultado se atribuyó a que Torelló jugó contra el sol y el viento y a que sus cinco delanteros (o corredores como los llamaba la prensa local de la época) tuvieron problemas para abrirse paso a través de los fuertes y robustos defensores del Barcelona, Henry W. Brown y Matt Wilson. Los goles del Barcelona fueron anotados por Reeves, John (2) y William Parsons, Enrique Morris, Barrié, Fallon y Beaty-Pownall, mientras que los goles de Torelló fueron marcados por Cochran, Englis y Tong.
El segundo partido tuvo lugar el 14 de abril, después de que la Asociación de Foot-ball de Torelló, cumpliendo un deber de cortesía, aceptara la invitación de la Sociedad de Foot-ball de Barcelona para disputar otro partido, esta vez en el campo de Torelló, un terreno inclinado y encharcado. Según las crónicas de la época, disputaron dicho «desafío» como un acto de venganza, y esta vez la victoria sonrió a los de Torelló con un triunfo por 5-3. El Barcelona jugó con el mismo equipo salvo tres cambios, sustituyendo a los defensas Fallon y Wilson por Richardson y Quiney, y al centrocampista Barrié por Heather. Por otro lado, Torelló jugó con un solo cambio. Cochran anotó un triplete en la primera mitad para darle una ventaja de 3-0 a su equipo, pero el Barcelona reaccionó en la segunda mitad y logró poner el 3-3. Sin embargo, Torelló marcó dos veces en los últimos minutos, gracias a un autogol y a la presión sobre el defensa azulgrana Quiney que le obligó a dejar caer el balón para que un elemento no identificado de Torelló marcara. En estas reuniones se produjo la curiosa circunstancia de que se cobraba una peseta por la entrada y 2,10 por un asiento en la tribuna. Con un aforo de 3000 espectadores, el Bonanova se vio completamente lleno en ambas ocasiones, mostrándose el público interesado en el asunto como si fuera bien conocido por la mayoría, y una vez finalizados los partidos, los asistentes abandonaron el recinto entusiasmados y satisfechos, y con algunos de los jóvenes espectadores dedicándose a ensayar algunos pases y golpes con el balón, demostrando así el placer con el que lo habían presenciado.
En la primavera de 1895, en Barcelona ya se jugaba al fútbol con varios equipos juveniles y mayores, y los equipos ganadores recibían medallas. Ya hay muchos catalanes en estos equipos: G. Busquets, J. Busquets, A. Serra, Puiggener, Arcola, Tordo, J. Suñé, Batlle, Soler, Farré, Montañés, Ramírez, Molera, Cerdá, Codina o Arancitia. Pero a pesar de esta fortaleza, los numerosos problemas del club con los propietarios del velódromo complicaron la existencia de la empresa, que tuvo que buscar otro rumbo.

### Declive y colapso
Coincidiendo con el cierre de la Barcelona Waterworks Company Ltd, James Reeves regresó al Reino Unido en noviembre de 1895, dejando al club huérfano en su gestión. Tras la marcha de quien fuera descrito como el «alma del club», fueron los catalanes quienes tomaron las riendas del equipo, pero sin él, la entidad pronto empezó a decaer, y a principios de 1896 era considerada una sombra de lo que fue. Ante las dificultades que supuso la concesión del local del Velódromo de la Bonanova, comenzaron a jugar entre las inmediaciones del velódromo y las calles y explanadas de Sant Gervasi, antes de trasladarse de nuevo al campo cercano a Casa Antúnez. Hacia 1896, esta sociedad, que nunca llegó a constituirse oficialmente, parece desaparecer al hacerse inexistentes noticias sobre la SF de Barcelona. Debido a la ausencia de rivales, la desaparición del club barcelonés también trajo consigo la de su rival, el Torelló.
Sin embargo, se sabe que muchos de los jugadores de las sociedades de Barcelona y Torelló continuaron practicando el fútbol a través de otras sociedades como el Fomento del Sport Velocipédico, empresa que gestionó la instalación del velódromo de la Bonanova, que decidió fomentar y seguir organizando partidos de fútbol y otros deportes típicamente ingleses, pero tales modalidades también parecen desaparecer a finales de 1896. Los socios catalanes de la SF de Barcelona, la mayoría de los cuales pertenecían al Real Club de Regatas, también siguieron organizando partidos de fútbol, especialmente contra un equipo local conocido como la Facultad de Ciencias, enfrentándose en el recinto cercano a Casa Antúnez. Las alineaciones de ambos equipos estaban formadas todas por catalanes excepto uno de los hermanos Parsons, y algunos de ellos eran veteranos de la Barcelona Society, como Alberto Serra. Por esta razón, ningún británico jugó al fútbol en Cataluña (excepto los Parsons) en 1897 y 1898.
El fútbol en la ciudad atraviesa entonces su primera crisis, un período de desinterés futbolístico que dura tres años (1896-99), en el que sólo la Facultad de Ciencias y la afición ciclista del Club Velocipédico continúan jugando esporádicamente.

### Legado
La colonia británica de Barcelona no volvió a jugar hasta 1899, con la aparición del Team Anglès y el FC Barcelona. Los hermanos Parsons, John y William, jugaron un papel vital en el regreso del fútbol a la capital catalana, ya que participaron en la fundación de ambos equipos. Los hermanos Morris y Henry W. Brown también jugaron para el Team Anglès. Estos dos equipos se fusionaron el 13 de diciembre de 1899, apenas dos semanas después de la fundación del Barça, lo que supuso un gran salto de calidad para el club y, como resultado, el Barcelona se convirtió en uno de los equipos más fuertes de Cataluña a principios del siglo XX. Algunos de los jugadores británicos que llegaron al Barça fueron figuras destacadas en el éxito inicial del club, como los hermanos Parsons y Morris, y también los hermanos Witty (Arthur y Ernest). Algunas de estas figuras incluso llegan a formar parte de la junta directiva del Barça, siendo John Parsons el nuevo vicepresidente del club y su hermano William el nuevo vicecapitán del equipo tras Joan Gamper.
El Team Anglès, que al igual que sus predecesores tampoco llegó a constituirse oficialmente, parece haber desaparecido hacia 1900, para no volver a ser reformado, pero a pesar de su brevísima vida, los equipos de fútbol de la Colonia Inglesa de Barcelona dejaron una gran huella en la historia del fútbol catalán.

## Jugadores notables
- James Reeves: Fundador y capitán. Líder indiscutible y principal impulsor de las bases de la entidad original y de la Sociedad de Foot-ball de Barcelona.[9]
- Samuel James Morris: Originario del Barcelona Cricket Club, ya rondaba los 50 años cuando participó en los primeros partidos de la entidad en 1892 y 1893, jugando como guardameta.[5] En su vida civil fue director de dos compañías de tranvías de Barcelona.[5]
- Samuel Morris: Originario del Barcelona Cricket Club, disputó varios partidos amistosos con ellos en el Hipódromo de Can Tunis y otros pocos en el Velódromo de la Bonanova entre 1892 y 1896, donde destacó como gran goleador, aunque posteriormente pasó a jugar como portero.[6][5]
- Enrique Morris: Originario del Barcelona Cricket Club, formó parte de esta entidad entre 1895 y 1896 como delantero, anotando un gol en la victoria por 8-3 sobre Torelló.[15] Más tarde fue ganador de la Copa Macaya 1900-01 con el Hispania AC, el primer título oficial de la historia del fútbol español.[6]
- John y William Parsons: Originarios del Barcelona Cricket Club, pero se unieron recién en 1895. John marcó dos goles para los Rojos en un partido en 1895 y dos veces más en una victoria por 8-3 sobre Torelló, con William también anotando en este último.[15] Posteriormente fueron cofundadores del FC Barcelona.[2]
- Alberto Serra: Originario del Club Regatas, formó parte de esta entidad desde 1892 a 1896 como delantero. Más tarde se convirtió en el primero en escribir una crónica de un partido del FC Barcelona.[3]
- John Beaty-Pownall: Originario del Barcelona Cricket Club, formó parte de esta entidad de 1892 a 1896 como delantero. Fue capitán del equipo rojo en 1895 y marcó tres goles contra Torelló en 1895, uno en la victoria en casa por 8-3[15] y dos en la derrota por 3-5.[16]
- William MacAndrews: Originario del Barcelona Cricket Club, fue una de las principales figuras de esta entidad entre 1892 y 1894, donde destacó como un gran goleador, aunque jugó en el famoso partido del 12 de marzo de 1893 como defensa.[3] Posteriormente fundó la Asociación de Foot-ball de Torelló.
- George Cochran: Fue una de las principales figuras de esta entidad entre 1892 y 1894, capitaneando al equipo azul en el famoso partido del 12 de marzo de 1893, y posteriormente fundando la Asociación de Fútbol de Torelló y marcando en los dos partidos que disputó Torelló en 1895, un gol de consolación en la derrota visitante por 8-3[15] y un triplete en la primera parte de la victoria local por 5-3 sobre el Barcelona.[16]
- Jorge Barrié: Originario del Club Regatas, formó parte de esta entidad entre 1892 y 1896 como delantero, anotando un gol para el equipo azulgrana en el tristemente célebre partido del 12 de marzo de 1893,[3] y otro en la victoria del Barça por 8-3 sobre Torelló.[15]
- Georges Dagnière: Originario del Club Regatas, formó parte de esta entidad de 1892 a 1895, jugando como defensor. En su vida civil, fue representante del Crédit Lyonnais y miembro de la Cámara de Comercio Francesa de Barcelona.[7]
- Henry Wood: Originario del Barcelona Cricket Club, fue una de las principales figuras de esta entidad entre 1892 y 1894, jugando tanto de portero como de defensa.[3] Posteriormente fundó la Asociación de Fútbol de Torelló.
- Henry W. Brown: Formó parte de esta entidad desde 1892 hasta 1896, jugando tanto como defensor como centrocampista. Jugó para el Equipo Rojo en el famoso partido del 12 de marzo de 1893.[3] Junto con Parsons, fue uno de los pocos jugadores que formó parte tanto de la Sociedad Barcelonesa de 1894-96 como del FC Barcelona.[2]